# Appendisotoma
Genre
Appendisotoma est un genre de collemboles de la famille des Isotomidae.

## Liste des espèces
Selon Checklist of the Collembola of the World (version du 29 août 2019) :
- Appendisotoma abiskoensis (Agrell, 1939)
- Appendisotoma absoloni (Rusek, 1966)
- Appendisotoma aera Christiansen & Bellinger, 1980
- Appendisotoma bisetosa Martynova, 1969
- Appendisotoma bulbosa (Folsom, 1934)
- Appendisotoma dubia (Christiansen & Bellinger, 1981)
- Appendisotoma europaea von Törne, 1955
- Appendisotoma franzi (Haybach, 1962
- Appendisotoma juliannae Traser, Thibaud & Najt, 1993
- Appendisotoma macgillivrayi (Dalla Torre, 1895)
- Appendisotoma mitra Uchida & Tamura, 1968
- Appendisotoma montana Martynova, 1969
- Appendisotoma nidicola (Agrell, 1939)
- Appendisotoma obsoleta (Mac Gillivray, 1896)
- Appendisotoma sibirica Stebaeva, 1985
- Appendisotoma stebayevae (Grinbergs, 1962)
- Appendisotoma tridentata (Baijal, 1958)
- Appendisotoma veca (Wray, 1952)
- Appendisotoma vesiculata (Folsom, 1937)
- Appendisotoma woodi Christiansen & Bellinger, 1980
- Appendisotoma xinjiangica (Hao & Huang, 1995)

## Publication originale
- Stach, 1947  : The Apterygotan fauna of Poland in relation to the world-fauna of this group of insects. Family : Isotomidae Acta Monographica Musei Historiae Naturalis, Kraków, p. 1-488.